# Isortoq
Isortoq és un assentament del sud-est de Groenlàndia que forma part del municipi de Sermersooq. El 2020 tenia 64 habitants.